# Indygojka
Indygojka (ros. Индыгойка) – wieś (dieriewnia) w Rosji, w obwodzie kirowskim, w rejonie lebiażskim. W 2010 liczyła 274 mieszkańców.